# لانا (ویرجینیا)
لانا (به انگلیسی: Lenah) یک منطقهٔ مسکونی در ایالات متحده آمریکا است که در شهرستان لادن، ویرجینیا واقع شده‌است.